# Daniel Gossett
Pour les articles homonymes, voir Gossett.
Daniel James Gossett (né le 13 novembre 1992 à Lyman, Caroline du Sud, États-Unis) est un lanceur droitier de la Ligue majeure de baseball.

## Carrière
Daniel Gossett est une première fois repêché par les Red Sox de Boston au 16e tour de sélection en 2011. Il ignore l'offre pour plutôt rejoindre les Tigers de l'université de Clemson, et plus tard signer son premier contrat professionnel avec les Athletics d'Oakland, qui en font leur choix de second tour lors du repêchage amateur de 2014.
Il fait ses débuts dans le baseball majeur comme lanceur partant des Athletics d'Oakland le 14 juin 2017 face aux Marlins de Miami.